# Banda de Guignol
Guignol's Band es una novela de 1944 del escritor francés Louis-Ferdinand Céline . Ambientada a mediados de la década de 1910, la narrativa gira en torno a Ferdinand, un veterano francés inválido de la Primera Guerra Mundial que vive exiliado en Londres, y sus pequeños negocios e interacciones con prostitutas. Le siguió una secuela, London Bridge: Guignol's Band II, publicada póstumamente en 1964.

## Proceso de escritura
Louis-Ferdinand Céline pasó varios meses en Londres después de una lesión en la Primera Guerra Mundial, y la novela contiene algunos elementos autobiográficos de esa época. El erudito en literatura francesa Merlin Thomas escribió en la biografía sobre Céline: "En la cronología de la vida de Céline vista a través de las novelas, Guignol's Band debería ser una inserción masiva en Voyage, inmediatamente antes de la sección africana de ese trabajo".

## Publicación
La novela fue publicada por primera vez por Éditions Denoël en abril de 1944 y recibió muy poca atención; Céline era muy impopular en ese momento, debido a su abierta postura antisemita en combinación con la Segunda Guerra Mundial en curso. Fue reeditado por Éditions Gallimard en 1952 y nuevamente no recibió mucha atención. En 1954 se publicó en inglés.